# Хана Монтана
Хана Монтана (енгл. Hannah Montana) је америчка тинејџерска комедија ситуације коју су створили Мајкл Порјес, Рич Корел и Бари О'Брајен за  Disney Channel. Серија прати Мајли Стјуарт (Мајли Сајрус), тинејџерку која живи двоструки живот као позната поп певачица Хана Монтана, алтер его који је усвојила како би могла да сачува своју анонимност и живи нормалан живот као типична тинејџерка. Епизоде се баве Мајлином свакодневном борбом за суочавање са социјалним и личним питањима адолесценције, задржавајући притом додатну сложеност њеног тајног идентитета, који она одржава носећи плаву перику. Мајли има јаке везе са братом Џексоном и најбољим пријатељима Лили Траскот и Оливером Океном, који такође постају свесни њене тајне. Сајрусин отац, кантаутор Били Реј Сајрус, глуми оца Мајли Стјуарт и менаџера Робија Реја. Опсежне теме укључују фокус на породицу и пријатељства и значај музике и откривања нечијег идентитета.
The Walt Disney Company је створио серију да би наставио комерцијални успех мјузикла своје телевизијске мреже након премијере свог телевизијског филма Средњошколски мјузикл (2006) и раније мјузикл серије. Хана Монтана је продуцирана од стране It's a Laugh Productions-а у асоцијацији са Порјесовом продукцијском кућом и премијера је била 24. марта 2006. године на Disney Channel-у. Концертни филм назван Хана Монтана и Мајли Сајрус: Најбоље од оба света концерт, у ком Мајли Сајрус наступа као Хана Монтана и она, објављен је 2008. године. Наредне године, објављен је дугометражни филм Хана Монтана: Филм. Серија је закључена 16. јануара 2011. године, као резултат све веће популарности и музичке каријере Сајрусове, и њене жеље да пређе у зрелије глумачке улоге. Све сезоне серије дистрибуиране су путем дигиталног преузимања и на стриминг услузи Disney+.
Хана Монтана је једна од -ових комерцијално најуспешнијих франшиза; добила је стално високу гледаност у Сједињеним Државама на емитованој телевизији и утицала је на развој робе, саундтрек албума и концертних турнеја. Телевизијски критичари похвалили су серију због хумора и музике. Програм је заслужан за покретање Сајрусине музичке каријере и успостављање ње као тинејџерског идола. Сајрусова је, међутим, почела да развија све провокативнију јавну слику, што је довело до тога да је серија добила критике због негативног утицаја на своју публику. Хана Монтана је номинована за четири награде Еми за ударне термине за изванредан програм за децу између 2007. и 2010. године и Сајрусова је освојила награду младог уметника за „најбољи наступ у ТВ серији, водећа млада глумица” 2008. године.

## Радња

### Прича и ликови
Мајли Стјуарт је четрнаестогодишња ученица средње школе која изгледа да живи нормалним животом, али има тајни идентитет, поп певачицу Хану Монтану, алиас који је одабрала како би могла да има приватни живот даље од жиже јавности. Да би прикрила свој прави идентитет, Мајли носи плаву перику када се појави као Хана. Мајлин отац Роби Реј Стјуарт био је познати певач кантри музике пре него што се повукао после смрти његове супруге да би се усредсредио на одгајање двоје деце, Мајли и њеног старијег брата Џексона. На почетку серије, породица се преселила из Тенесија у Малибу, како би Мајли развила своју музичку каријеру; Роби Реј ради као њен менаџер. Док њени школски другови идолизују Хану Монтану, Мајли често долази у искушење да открије своју тајну и преузме статус славне у школи. У пилот епизоди, Мајлина најбоља пријатељица Лили Траскот открива истину о Мајлином алтер егу и током прве сезоне, Лили усваја псеудоним Лола Лафнегл како би заштитила Мајлину тајну. Лили касније открива Мајлину тајну њиховом блиском пријатељу Оливеру Окену, остављајући њега и Лили као једине школске другове којима верује у тајну. Џексон ради за Рика Суавеа на локалном штанду за храну на плажи; он и Рико често учествују у подзаплетима серије. Мајли и њени пријатељи почињу да похађају средњу школу на почетку друге сезоне, а у следећој сезони Лили и Оливер развијају романтичну везу.
У финалу треће сезоне, Мајли пресељава свог коња Блу Џинса у Калифорнију након што јој недостаје Тенеси. Коњу је, међутим, непријатно након што је премештен и Мајли размишља о трајном повратку у свој родни град. Породица Стјуарт постигла је компромис и преселила се из своје куће у Малибуу на оближњи ранч. У последњој сезони, Мејли се суочава са додатним потешкоћама у одржавању свог двоструког живота, што утиче на њену способност да похађа колеџ са Лили. Мајли мора да одлучи између тога да ли ће и даље бити Хана Монтана и откривања своје тајне. На крају, свету открива свој прави идентитет и пре одласка на колеџ мора се позабавити ефектима ове одлуке. Њена славна личност сада мора да се споји са њеним бившим приватним идентитетом, а Мајли Стјуарт улази у пунолетство са новооткривеним статусом славне особе.

### Теме
Централни сукоб серије је прекид везе између јавног и приватног живота Мајли Стјуарт и дужина до којих јој мора ићи да би јој обезбедила живот као нормална тинејџерка и заштитила везу са пријатељима. Мајли свој основни идентитет цени као „само Мајли” и настоји да заштити овај осећај себе. То се види код пилота када се плаши да се пријатељи не би понашали на исти начин ако постану свесни њеног статуса славне особе; Мајлина пријатељства и социјалне могућности у школи су јој важни. Жак Штајнберг из The New York Times-а рекао је да серија сугерише да статус славне особе не треба мешати са стварним животом и да срећа долази као резултат тога што остајемо верни себи. У часопису Celebrity Studies, Мелани Кенеди наводи да Мајли мора научити да остане као своје „аутентично ја”, а да и даље буде славна личност. Творац серије Мајкл Порјес рекао је да његов циљ није да се фокусира на трик, већ да пише о ликовима и везама, истражујући стварне проблеме са којима се Мајли суочава и како ће на њих утицати њен животни стил славних. Док Мајли открива своју тајну својим блиским пријатељима, она у великој мери наставља да скрива свој идентитет, јер би губитак анонимности за њу представљао губитак младости. Када Мајли свету открије свој прави идентитет, то је симболичан приказ краја њеног детињства. Финалне епизоде одражавају Мајлину борбу да се опрости од свог алтер ега.
Према Кенедију, Хана Монтана паралелизује идеју „постанка славне личности” са „одрастањем жене” и учи младе жене схватању важности улагања у културу славних. Тајлер Бикфорд из Women's Studies Quarterly-а рекао је да серија говори о темама јавности и конзумеризма. Пријатељство је важна тема серије, која је очигледна између Мајли и њене најбоље пријатељице Лили. Када Маји каже Лили о својој скривеној личности у пилот епизоди, Лили обећава да никоме неће открити тајну. Бикфорд је описао ове везе као „емоционално испуњену”, „изузетно цењену” срж серије, која одражава начин на који је најбоље пријатељство важан елемент детињства.

## Продукција

### Развој
Почетком 2000их, The Walt Disney Company постигао је успех са претплатничка телевизијском мрежом Disney Channel, која је имала образац оригиналног програма за предадолесцентну публику која је садржавала музику. Измишљена девојачка група The Cheetah Girls популарна је истоименим телевизијским филмом и комерцијални успех пронашла је ван филма, а музика Хилари Даф коришћена је за унакрсну промоцију серије Лизи Макгвајер. Disney је могао да спонзорише концерте на којима се појављује музика са мреже и да њихов таленат гради на брендовима; Гари Марш, председник Disney Channels Worldwide-а, Лизи Макгвајер је навео као „први успех”. Мрежа је веровала да би се нова серија Хана Монтана могла продавати на сличан начин. Hollywood.com рекао је да би серија могла да се надовеже на успех Disney-јевог телевизијског филма Средњошколски мјузикл, који такође укључује музику. Комедија ситуације би била премијерно приказана два месеца после филма.
Концепт серије Хана Монтана првобитно је био означен као „глумачки контингент”, што значи да серија неће напредовати док централне улоге не буду одговарајуће додељене. Пројекат је јавно објављен 2004. године; огласи за снимање пилота објављени су у јануару 2005. Једанаестогодишња Мајли Сајрус била је једна од преко 1.000 кандидата који су прошли аудицију за главну улогу Клои Стјуарт након што је од њених агената добила сценарио. Током поступка аудиције била је одбијена због тога што је била премлада да би глумила лика; Марш је навео недостатак професионалног искуства. Сајрусова је истрајно слала продуцентима још трака за аудицију. После шест месеци даљих претрага, Марш је замолио Сајрусову, која је сада имала дванаест година, да поново прође аудицију и она је добила улогу. Порјес је касније изјавио да је Марш одговоран за одабир Сајрусове у односу на друге „сигурне” изборе који су више одговарали првобитној визији продуцената. Након што је Сајрусова убачена, име лика је промењено у Мајли Стјуарт у покушају да се ограничи забуна око ликова и радње серије.
Disney Channe је дао зелено светло серији Хана Монтана као нову, полусатну играну комедију у августу 2005. У почетку је наручено двадесет епизода за прву сезону, а шест додатних епизода је касније додато комисији. Серију је развио Порјес, који је претходно ко-створио и продуцирао То је тако Рејвен за Disney Channel. Порјес је серију створио са Ричем Корелом и Баријем О'Брајеном, а Стивен Питерман придружио се Порјесу као извршни продуцент. Disney је одабрао пилот за серију Хана Монтана како би напредовао у серију против потенцијалног спин-офа Лизи Макгвајер, што је била мрежа која се такође разматрала током пилотске сезоне 2004–2005. Комплетна главне улоге приложена је пројекту у августу, а снимање остатка прве сезоне требало је да почне у новембру 2005. It's a Laugh Productions продуцирао је програм у сарадњи са мрежом. Бивши председник Disney Channels Worldwide Рич Рос изјавио је да концепт серије одговара типичној формули Disney Channel-а; „обичан човек у ванредној ситуацији.”

### Кастинг
Програм и његова главна улога објављени су у августу 2005; Откривено је да Мајли Сајрус тумачи централног лика Мајли Стјуарт. Годие 2006, Time је коментарисао Disney-јеве типично одабране глумце који су имали потенцијал да постану популарне личности и да би Сајрусова вероватно доживела исти процес. Руководиоци мреже су као разлог за кастинг у серији навели њено самопоуздање, тајминг времена и „храпав” певачки глас.
Сајрусин отац Били Реј Сајрус придружио се глумачкој екипи као Мајлин отац Роби Реј Стјуарт; позвали су га на аудицију тек пошто је његова ћерка добила улогу. Питерман је похвалио „природну хемију” пара. Били Реј Сајрус је у почетку био забринут због улоге у серији, али је касније прихватио улогу. Није желео да „зезне Мајлин шоу” и сугерисао је да је уместо њега могао да се игра „прави глумац”.
У серији глуме и Емили Осмент као Лили Траскот, Мичел Мусо као Оливер Окен и Џејсон Ерлс као Мајлин старији брат Џексон Стјуарт. Моисес Аријас се појављује као Рико Суаве у споредној улози током целе прве сезоне; унапређен је у главну поставу за другу сезону серије. Мрежа је у четвртој сезони пребацила Мусовог лика Оливера у споредну улогу јер је добио улогу у серији Два краља, која је развијена за сестрински канал Disney XD.
Гостујуће улоге чине Брук Шилдс, Вики Лоренс, Џес Макартни и Jonas Brothers појављују се током целе серије. Певачица Доли Партон, Сајрусина кума у стварном животу, имала је споредну улогу као Мајлина кума тетка Доли. Партонова је изјавила да је Сајрусова наговорила руководиоце да је упишу у серију и приписала јој част што је стекла праћење међу младима. Финална сезона укључује гостујуће улоге музичара Шерил Кроу и Iyaz; глумаца Кристин Тејлор, Реја Лиоте и Ангуса Џоунса; и телевизијских личности Фила Макгроуа, Џеја Лена и Кели Рипе.

### Музика
Хана Монтана укључује оригиналну музику и Disney је објавио албуме песама из серије. Мајли Сајрус наступа као Хана Монтана и пева тематску песму серије „The Best of Both Worlds”. До априла 2006. године, саундтрек је требало да буде објављен у другој половини године; ово би пратио студијски албум Сајрусове следеће године. Саундтрек албум Hannah Montana објављен је у октобру 2006; многи текстови песама алудирају на радњу серије и тајни идентитет Мајли Стјуарт. Музика серије укључује елементе тинејџерског попа, поп рока и кантри поп жанрова. Музика истакнуто користи акустичне гитаре, синтисајзере и пратеће вокале; Хедер Фарс из AllMusic-а описала је мелодије песама снажним и Сајрусин вокал харизматичним. Саундтрек албум Hannah Montana 2: Meet Miley Cyrus (2007), Hannah Montana 3 (2009) и Hannah Montana Forever (2010) објављени су како би се поклопили са њиховим сезонама. Песма „Ready, Set, Don't Go"”, песма коју је Били Реј Сајрус написао када је Мајли добила улогу, коришћена је у програму.

### Снимање
Хана Монтана је снимљена пред публиком уживо у Sunset Bronson Studios-у четвртком и петком. Сајрусова је требало да похађа школу на сету док је Осментова похађала спољну припремну школу. Док је снимала пилот, Сајрусова је извела концерт као Хана Монтана у Глендејл центар театру како би набавила снимке за серију.
Продукција друге сезоне започела је у Лос Анђелесу, у новембру 2006. године, а завршена у септембру 2007. У априлу 2008. године, програм је обновљен за трећу сезону, која је започела продукцију до августа, до када је Disney одабрао програм за четврту сезону. Тог децембра мрежа је наручила још шест епизода, продуживши трећу сезону на 30 епизода. Снимање за трећу сезону завршено је средином 2009; следеће године, New York Post је известио да је Сајрусова зарађивала 15.000 америчких долара по епизоди.

### Закључак и утицај на Сајрусову
Хана Монтана обновљена је за четврту сезону 1. јуна 2009. Нови сет епизода епизода имао би нову поставку; породица Стјуарт се сели из свог дома у Малибуу на оближњи ранч. Били Реј Сајрус изјавио је да ће ово бити последња сезона и да се Мајли Сајрус надала да ће закључак о причи бити завршен. Продукција за сезону започела је у јануару 2010. године, када је Disney потврдио да ће програм бити званично закључен. Финале серије требало је првобитно да се емитује на пролеће 2011. Како се снимала последња сезона, Сајрусова је рекла да жели да настави после серије, изјавивши: „Не могу своју каријеру заснивати на шестогодишњацима ... Морам да наставим даље”. Постало јој је све непријатније носити екстравагантне живописне костиме повезане са Ханом и изјавила је да је „израсла из тога”. Године 2019, Сајрусова је рекла да се осећала да је одмах након секса сазрела даље од рада на серији и облачења у Хану Монтану. Финална сезона премијерно је емитована 11. јула 2010. године.
Године 2011, Били Реј Сајрус је за тај програм окривио штету која је оштетила његову породицу и проузроковала Мајлино непредвидиво понашање. Мајли Сајрус је 2013. године изразила своју нервозу због своје историје, наводећи да жели да потисне своју претходну музику и поново успостави своју каријеру зрелог уметника. До 2019. године, док је Сајрусова веровала да су је многи током њеног времена радећи у предузећу доживљавали као „Disney-јеву маскоту”, а не као особу и рекла је да је сада поносна на свој рад на серији. Рекла је да би у некој фази „волела да васкрсне” Хана Монтана.

## Преглед серије
| Сезона | Сезона | Епизоде | Епизоде | Оригинално емитовање | Оригинално емитовање |
| Сезона | Сезона | Епизоде | Епизоде | Премијера            | Финале               |
| ------ | ------ | ------- | ------- | -------------------- | -------------------- |
|        | 1.     | 26      | 26      | 24. март 2006.       | 30. март 2007.       |
|        | 2.     | 29      | 29      | 23. април 2007.      | 12. октобар 2008.    |
|        | 3.     | 31      | 31      | 2. новембар 2008.    | 14. март 2010.       |
|        | 4.     | 15      | 15      | 11. јул 2010.        | 16. јануар 2011.     |

1. ↑  Серија је насловљена Заувек Хана Монтана током своје четврте и последње сезоне.[1]
2. ↑  Роби Реј Стјуарт је познат под уметничким именом „Роби Реј”. Правопис овога приказан је на подупирачу његовог албума „Robbie Ray Live” у епизоди „(Дајте) мало”.[4]
3. ↑  Сајрусова је првобитно била на аудицији за улогу најбоље пријатељице Лили пре него што су је продуценти замолили за аудицију за централну улогу. Клои Стјуарт је првобитно било планирано да има петнаест година, а Сајрусова је имала између једанаест и дванаест година. [23]
4. ↑  Једна од осталих глумица имала је шеснаест година и имала је богато искуство са комедијама ситуације; Тејлор Момсен је била додатни кандидат за ту улогу.[18][24]
5. ↑  Сајрусова је изјавила да је у почетку изабрано тринаест епизода.[26]
6. ↑  Ерлс је имао 28 година када је програм први пут емитован 2006. године, док је тумачио тинејџера.[9][29]
7. ↑  Додатна епизода, „Без шећера, шећеру”, је продуцирана, али никада није емитована у Сједињеним Државама због контроветзе.was produced, but never aired in the United States due to controversy. Епизода је прерађена као „Напет (Оливер је добро)”, која се емитовала током треће сезоне.

## Пријем

### Критички пријем
Критичари су рекли да је Хана Монтана помогла Disney Channel-у да се врати на ниво комерцијалног успеха који је изостао од 1990их, надовезујући се на успех програма као што су То је тако Рејвен и Лизи Макгвајер.. Бикфорд је рекао да је Хана Монтана усвојила пословни модел комбиновања славних чинова са филмом, телевизијом и популарном музиком за пред-адолесцентну публику. Серију је назвао „жанровском” и упоредио је овај модел са тин-поп уметницима из 1990-их као што су Бритни Спирс и NSYNC, који су такође продавани деци. Ратан Мејс-Елма рекла је у чланку у часопису да је Хана Монтана корисна телевизијска серија са „жвакаћом гумом” и да је употреба Мајлине крилатице „слатке грицкалице” на месту псовки у сценаријима помогла да се учврсти привлачност породично-пријатељског садржаја. Мејс-Елма је такође рекла да је гостујуће улоге попут Jonas Brothers основао Disney да подстакне гледаност младих тинејџерки, као и да је Disney продао Сајрусову—тада шеснаестогодишњу девојчицу—потрошачима као „облик поп културне проституције”. Неки критичари нашли су грешку у писању серије. А.В. Мара Икин из The A.V. Club-а рекла је да је Хана Монтана, укључујући и њену „опресивну” траку смеха, пуна стереотипа. Преглед DVD компилације рекао је да је пред крај емитовања серије Мајлин двоструки идентитет постао извор „одбачених шала”, а не већих тачака заплета.
Серија је испитана због приказивања родних улога и стереотипа. Морган Џеневив Блу из Feminist Media Studies-а рекла је да су примарни женски ликови серије, Мајли и њен алтер его Хана, позиционирани као постфеминистички субјекти на начин да је њихова заступљеност ограничена на појмове женствености и конзумеризма. Бикфорд је тематску песму „The Best of Both Worlds” протумачио као израз Мајлиног избора између њених контрадикторних идентитета „тако једноставно као што је избор пара ципела” и да је лик привилегован јер има више ципела и идентитета. Мејс-Елма је критиковала приказивање Мајли као „ваздушне главе”, а не као „снажну, агента”, а други коментатор описао је лик Мајли као „непријатан”. Блу је рекла да је Лили приказана као мушкарача која не подржава женственост коју Мајли представља.
Епизода друге сезоне под називом „Без шећера, шећеру” требало је да се емитује у Сједињеним Државама 2. новембра 2008. године, али је уклоњена из распореда након жалби на њен предмет. Епизода у којој је Оливеру дијагностикован дијабетес типа 1 приказана је на мрежи; гледаоци су рекли да представља нетачне информације о поремећају. Неки гледаоци су рекли да постоји ризик од неупућености деце која прате здравствене информације о епизоди, док су други похвалили теме прихватања и подршке дијабетичарима. Мрежа је ревидирала епизоду након консултација са организацијом за финансирање истраживања дијабетеса JDRF и снимањем нових сцена, а ажурирана верзија епизоде под називом „Напет (Оливер је добро)” емитована је током треће сезоне програма 20. септембра 2009.

### Рејтинзи америчке телевизије
Премијера серије Хана Монтана емитована је 24. марта 2006. године као увод у репризу филма Средњошколски мјузикл и примила је 5.4 милиона гледалаца. Ово је била премијерно изведена епизода с највећом гледаности у историји Disney Channel-а од 2006. године. До априла 2006. године, Хана Монтана имала је у просеку више од 3.5 милиона гледалаца за сваку епизоду, од којих су многи били у доби између шест и четрнаест година. Најгледанија епизода серија, „Ја и г. Џонас и г. Џонас и г. Џонас”, емитована је 17. августа 2007. године, као увод у премијеру филма Средњошколски мјузикл 2, а погледало ју је 10.7 милиона људи.
| Сезона | Епизоде | Време (ИВ)                                                   | Премијера сезоне  | Финале сезоне     | Просечна гледаност (милиони) |
| ------ | ------- | ------------------------------------------------------------ | ----------------- | ----------------- | ---------------------------- |
| 1.     | 26      | петак 19.00                                                  | 24. март 2006.    | 30. март 2007.    | 4.04                         |
| 2.     | 29      | субота 19.00 (1–16) петак 19.00 (17–20) недеља 19.00 (21–29) | 23. април 2007.   | 12. октобар 2008. | 4.74                         |
| 3.     | 30      | недеља 19.00 (1–28) недеља 18.30pm (29–30)                   | 2. новембар 2008. | 14. март 2010.    | 4.75                         |
| 4.     | 13      | недеља 19.00                                                 | 11. јул 2010.     | 16. јануар 2011.  | 5.05                         |

## Контроверзе

### Критика Сајрусине јавне слике
Године 2008, Марш је прокоментарисао важност да Сајрусова одржи корисну јавну слику док глуми на мрежи. Рекао је, „то што је Мајли Сајрус 'добра девојчица' сада је пословна одлука за њу”. Сајрусова је, међутим, наставила да развија све провокативнију слику како је Хана Монтана напредовала, а серија је добила критике због тога што је изгледала као негативан утицај на млађу публику. Године 2009, Сајрусова је извела заводљиви плес на шипци током свог наступа на Teen Choice Awards-у; касније је одбранила плес, рекавши да је „био прави за песму и тај наступ”, док Disney-јеви представници нису коментарисали. У 2010. години, њена сугестивна личност наставила је са музичким спотом за „Can't Be Tamed”. У 2010. и 2011. години, Сајрусова је наведен као најгори утицај славних у анкети на JSYK-у, за коју су деца гласала, након цурења видео-снимка на којем се види како пуши психоактивну биљку salvia divinorum у доби од осамнаест година.
Након закључка серије, Сајрусина јавна слика наставила је да постаје провокативнија и сексуализованија. Према Уни Е. Гудин-Смит, једном када Disneyјеве звезде израсту из својих „слатких” улога, чини се као да Disney „једноставно испусти звезду, приморавајући их да се сами сналазе у свету славних”. Новинари су Сајрусову назвали „оличењем анти-узора” и рекли да постоји „опасност” код деце која следи њен провокативни јавни имиџ. После контроверзног наступа на додели MTV Video Music Awards-а 2013. године, Мелиса Хенсон из Савета родитеља телевизије рекла је да се родитељи више неће осећати пријатно дозвољавајући деци да гледају серију Хана Монтана због Сајрусине сексуалне сценске личности.

### Тужбе
Телевизијски писац Бади Шефилд изјавио је да је концепт телевизијске серије под називом Рок и Роланд представио Disney Channel-у 2001. године; била би усредсређена на ученика средње школе који води тајни двоструки живот као рок звезда. Првобитни предлог био је неуспешан и у августу 2007. године, Шефилд је поднео тужбу против мреже на основу сличности између његовог терена и серије Хана Монтана. У тужби се наводи да је Шефилду дугована одштета у милионима долара. Суђење је требало да почне у августу 2008. године, али је случај претходно решен приватно.
У априлу 2010. године, Корел и О'Брајен покренули су тужбу против Disney Channel-а за 5 милиона америчких долара због добити од програма. Пар је тврдио да им је ускраћен њихов део добити на основу захтева за ствараоце из Удружења писаца Америке Запад. Корел, који је такође режирао бројне епизоде, даље је тврдио да га је Disney неправедно прекинуо. До 2016. године, пријављено је да је арбитар пронашао 18 милиона америчких долара у премало пријављеним износима, али франшиза је и даље пословала са дефицитом од 24 милиона америчких долара, тако да није била дужна никаква надокнада. Пар је изнио свој случај пред суд и тврдио да је њихов арбитар имао предрасуде; 2018. године, међутим, одбијен је захтев за укидање пресуде. Порјес је поднео сличну тужбу у октобру 2008. године, али је накрају решено.

## Остали медији

### Филмови
Године 2008, Walt Disney Pictures објавио је концертни филм под називом Хана Монтана и Мајли Сајрус: Најбоље од оба света концерт као тродимензионални филм за ограничено биоскопско приказивање. Филм се састоји од снимака на којима Сајрусова наступа као она и као Хана Монтана на концерту током турнеје Best of Both Worlds Tour 2007—2008. године. Филм је зарадио 70.6 милиона америчких долара бруто широм света, а од 2008. године постао је најпродаванији концертни филм свих времена. Саундтрек албум лајв наступа, под називом Best of Both Worlds Concert, објављен је у априлу 2008. године.
Године 2007, Сајрусова је известила да су започели планови за адаптацију телевизијске серије у биоскопски играни филм и да би желела да је снима у свом родном граду, Нешвилу. Били Реј Сајрус изјавио је да ће филм бити о повратку породице Стјуарт у Тенеси и да је Disney нестрпљив да снима тамо. Снимање филма започело је у Лос Анђелесу и Нешвилу у априлу 2008. Филм, назван Хана Монтана: Филм, првобитно је требало да буде објављен 1. маја 2009, али је његово објављивање било одложено за 10. април исте године. Филм, који је режирао Питер Челсон, прати Мајли док популарност Хане Монтане почиње да преузима контролу над њеним животом. Филм је зарадио 169.2 милиона америчких долара широм света. Саундтрек албум под називом Hannah Montana: The Movie, објављен је у марту 2009. године.

### Роба
У децембру 2006. године, Disney је објавио своју прву линију робе повезану са серијом Хана Монтана, која је обухватала одећу, накит, играчке и лутке; линија одеће дуплирана одећа коју Хана носи у серији. Такође је развијена линија видео-игара; прва, Hannah Montana, објављена је на Nintendo DS-у 5. октобра 2006. До фебруара 2008. године, франшиза Хана Монтана постала је толико профитабилна да је Disney сазвао „међународни састанак са 80 особа, који се одвија на свим платформама” како би разговарали о будућности. У Disney-јевом годишњем извештају за акционаре за 2008. годину, марка је наведена као један од водећих фактора раста у целом предузећу. MSNBC је проценио да је франшиза Хана вредела милијарду америчких долара до краја 2008. Програм остаје једна од -ових комерцијално најуспешнијих франшиза.

### Гласина о спин-офу
У фебруару 2020. године, Hollywood Life известио је о преднаставној серији која би говорила о успону Мајли Стјуарт као поп певачице, са другом дечјом глумицом која би тумачила лика, раздоварана за Disney+. Били Реј Сајрус изразио је интерес да буде укључен у потенцијалну серију, док су извештаји рекли да вероватно неће бити умешана Мајли Сајрус. Године 2011, Били Реј Сајрус рекао је да жели да продуцира преднаставак.